# Burnt Weeny Sandwich
| 전문가 평가 | 전문가 평가 |
| 평가 점수   | 평가 점수   |
| 출처        | 점수        |
| ----------- | ----------- |
| Allmusic    | [ 1 ]       |

《Burnt Weeny Sandwich》는 1970년 2월 9일에 발매된 미국의 록 밴드 마더스 오브 인벤션의 여섯 번째 스튜디오 음반이자 프랭크 자파의 아홉 번째 음반이다. 이 음반은 스튜디오 녹음과 라이브 요소 둘 다로 구성되어 있다. 라이브와 노래 위주의 다음 음반인 《Weasels Ripped My Flesh》와는 대조적으로 《Burnt Weeny Sandwich》는 대부분 스튜디오 녹음과 촘촘히 편곡된 작곡에 초점을 맞추고 있다.
LP판에는 세 겹으로 접힌 커다란 흑백 포스터가 포함되어 있는데, 이 포스터는 CD 재발행본(일본의 료코 미니 LP 슬리브 에디션 제외)에는 한 번도 재현된 적이 없다.

## 배경
이 음반은 근본적으로 프랭크 자파가 밴드를 해체한 후 발표된 '사후' 마더스의 음반이었다.
이언 언더우드의 기여는 이번 음반에서 중요하다. 《Weasels Ripped My Flesh》와 마찬가지로, 이것은 이전에 발매되지 않았던 마더스 금고의 트랙으로 구성되어 있다. Weasels는 대부분 라이브 환경에서 마더스를 선보이고 있는 반면, 《Burnt Weeny Sandwich》는 스튜디오 작업과 자파 작곡을 특징으로 한다. 음반의 중심곡인 〈Little House I Used Live In〉과 같은 여러 악장으로 구성되어 있으며, 6/8과 4/4의 겹쳐진 멜로디와 함께 11/8과 같은 복합 미터를 사용한다.  〈Little House〉의 엔딩 섹션에는 캘리포니아주 글렌데일의 휘트니 스튜디오에서 자파가 밴드와 함께 연주하는 오르간 솔로가 등장한다.
〈Theme from Burnt Weeny Sandwich〉의 기타 솔로 부분은 《We're Only in the Money》 LP의 1967년 세션에서 사용되지 않은 〈Lonely Little Girl〉의 확장 버전 중 아웃테이크이다. 자파와 아트 트립은 나중에 출시된 버전에 여러 타악기 오버더빙을 추가했다(타악기 오버더빙의 오리지널 음반은 2012년 사후 자파 발매작 《Finer Moments》에서 《Enigmas 1-5》라는 제목으로 발행되었다).
〈Valarie〉는 원래 〈My Guitar Wants to Kill Your Mama〉와 함께 싱글로 발매될 예정이었다. 그러나 자파나 그의 배급사인 리프리즈 레코드는 발매를 취소하여 LP에 포함시켰다.
〈Igor's Boogie〉는 자파의 영향을 받은 작곡가 이고르 스트라빈스키에 대한 언급이다.
칼 셴켈은 《Burnt Weeny Sandwich》의 독특한 커버 아트가 원래 에릭 돌피 발매의 커버를 위해 의뢰된 것이라고 언급했다.
〈Little House I Used to Live in〉의 피아노 도입부는 이바르 미하쇼프의 네 개의 CD 세트 "이바르 미하쇼프의 미국 피아노 음악의 파노라마"에 나온다.

## 제목
이 음반의 특이한 제목인 자파는 나중에 인터뷰에서 그가 즐겨 먹었던 실제 간식에서 따왔다고 말하는데, 두 조각의 빵 사이에 머스터드가 들어간 샌드위치로 이루어진 불에 탄 히브리 내셔널 핫도그이다.
《Burnt Weeny Sandwich》와 《Weasels Ripped My Flesh》는 《2 Originals of the Mothers of Invention》이라는 바이닐로 함께 재발행되었는데, 오리지널 커버는 안쪽의 좌우로 사용되었고, 앞면 커버는 칫솔에 치약을 쏘는 권총을 묘사했다.

## 곡 목록
모든 곡들은 특별한 언급이 없는 한 프랭크 자파에 의해 작사/작곡하였다.
| #  | 제목                                | 작사·작곡                | 재생 시간 |
| -- | ----------------------------------- | ------------------------ | --------- |
| 1. | 〈WPLJ〉                            | 레이 도바트, 루터 맥대니 | 3:02      |
| 2. | 〈Igor's Boogie, Phase One〉        |                          | 0:40      |
| 3. | 〈Overture to a Holiday in Berlin〉 |                          | 1:29      |
| 4. | 〈Theme from Burnt Weeny Sandwich〉 |                          | 4:35      |
| 5. | 〈Igor's Boogie, Phase Two〉        |                          | 0:35      |
| 6. | 〈Holiday in Berlin, Full Blown〉   |                          | 6:27      |
| 7. | 〈Aybe Sea〉                        |                          | 2:45      |

| #  | 제목                               | 작사·작곡            | 재생 시간 |
| -- | ---------------------------------- | -------------------- | --------- |
| 8. | 〈Little House I Used to Live in〉 |                      | 18:42     |
| 9. | 〈Valarie〉                        | 재키 & 더 스타라이츠 | 3:14      |